# Perry Christie
Perry Gladstone Christie (Nassau, 21 augustus 1943) is een voormalige eerste minister van de Bahama's. In zijn eerste termijn als eerste minister werd hij van 4 mei tot en met 6 juni 2005 afgewisseld door Cynthia Pratt als waarnemend eerste minister. Op 7 mei 2012 werd Christie verkozen voor een tweede termijn als eerste minister, die eindigde op 11 mei 2017.